# Bożenna Dembowska-Bagińska
Bożenna Małgorzata Dembowska-Bagińska (ur. 1954) – polska lekarka, specjalistka w zakresie hematologii i onkologii dziecięcej, pediatrii.

## Życiorys
Bożenna Dembowska-Bagińska w Instytucie Matki i Dziecka uzyskała specjalizację w zakresie pediatrii (1984), chemioterapii i oknologii klinicznej (1994), zaś w Instytut „Pomnik – Centrum Zdrowia Dziecka” (IPCZD) w zakresie onkologii dziecięcej oraz hematologii. W 1990 doktoryzowała się w specjalności onkologia w Instytucie Matki i Dziecka na podstawie napisanej pod kierunkiem Józefa Bożka dysertacji Wyniki leczenia guzów Wilmsa u dzieci w oparciu o materiał Kliniki Onkologii Dzieci i Młodzieży Instytutu Matki i Dziecka za lata 1962–1985. W 2009 habilitowała się w IPCZD w oparciu o dorobek naukowy, w tym dzieła Ocena stanu zdrowia oraz problemów psychospołecznych dzieci i młodzieży po leczeniu złośliwych nowotworów ośrodkowego układu nerwowego.
W latach 1981–1996 zawodowo związana z Instytutem Matki i Dziecka, gdzie była m.in. zastępczynią ordynatora kliniki onkologii dziecięcej. W 1996 rozpoczęła pracę w IPCZD, pełniąc funkcję zastępczyni ordynatora Oddziału Onkologii (1996–2010) oraz Oddziału Onkologii Dziecięcej (2010–2014). Od 2014 ordynatorka Oddziału Onkologii. Od grudnia 2018 zastępczyni dyrektora IPCZD ds. klinicznych.
Członkini Polskiego Towarzystwa Onkologii i Hematologii Dziecięcej, Polskiego Towarzystwa Onkologii Klinicznej, International Society of Paediatric Oncology, Rady Naukowej Wojskowego Instytutu Medycznego w Warszawie, wiceprzewodnicząca Rady Naukowej IPCZD.
W 2022 „za wybitne zasługi dla rozwoju medycyny, za osiągnięcia w pracy naukowej” została odznaczona Krzyżem Oficerskim Orderu Odrodzenia Polski.